# Yanina Sosa
Yanina Sosa (Las Lomitas, Provincia de Formosa, Argentina; 27 de junio de 1992) es una futbolista argentina. Juega de arquera en Belgrano de la Primera División Femenina de Argentina.

## Trayectoria
Comenzó jugando al fútbol en equipos en 2011 con compañeras de su facultad en Córdoba, hacia donde había ido a estudiar el profesorado de educación física desde su natal Formosa. En 2013 realizó pruebas con Belgrano y finalmente quedó en el equipo siendo parte del mismo desde 2014. Luego tuvo paso por Lasallano, General Paz Juniors y Camioneros.
En 2019 vuelve al Pirata Cordobés.
En agosto de 2020 se confirma su fichaje a Racing Club de Avellaneda.
En agosto de 2022 se confirma su pase a Athletico Paranaense del Brasileirão B Femenino. En el conjunto carioca logra el ascenso a la máxima categoría y ganaron el Torneo Paranaense.
En noviembre de 2022 retorna a Belgrano para su tercera etapa en el club.

## Estadísticas

### Clubes
| Club                 | País      | Año             |
| -------------------- | --------- | --------------- |
| Belgrano             | Argentina | 2013 - 2016     |
| Lasallano            | Argentina | -               |
| General Paz Juniors  | Argentina | -               |
| Camioneros           | Argentina | -               |
| Belgrano             | Argentina | 2019 - 2020     |
| Racing Club          | Argentina | 2020 - 2022     |
| Athletico Paranaense | Brasil    | 2022            |
| Belgrano             | Argentina | 2022 - presente |